# Николай Жечев
Николай Жечев е български историк, старши научен сътрудник I степен (професор) по История на Българското възраждане в Българската академия на науките.

## Професионална биография
Роден е на 26 ноември 1929 г. в село Есеница, Провадийско, където по това време баща му е бил учител. Семейството му произхожда от село Равна, Провадийско, с което ученият е силно свързан и което продължава да е част от личната и професионалната му биография. През 1947 г. завършва с отличие гимназията в Провадия. След придобиване на средно образование записва специалност „История“ в Софийския университет „Св. Климент Охридски“, която също завършва с отличен успех. В периода 1952 – 1962 г. работи като библиотекар в Института „Христо Ботев“ (преименуван по-късно „Ботев – Левски“), който от 1953 г. влиза в системата на Българската академия на науките.
През 1960 г. Институтът „Ботев-Левски“ поставя основите на секция „Възраждане“ при Института по история към БАН, където от 1962 г. Николай Жечев е научен сътрудник. В рамките на споменатото звено преминава цялата научна кариера на историка, който през 1972 г. защитава дисертация за придобиване на научната степен „кандидат на историческите науки“ (днес „доктор по история“) с монографията си за Българското възраждане в Браила. През 1988 г. ученият получава и най-високата академична степен „доктор на историческите науки“ с труд на тема „Букурещ – културно средище на българите през Възраждането“.
В периода 1972 – 1977 г. Николай Жечев е научен секретар на Института по история при БАН, а от 1989 до 1993 г. е заместник-директор на Института. През 1989 г. е избран за старши научен сътрудник първа степен (професор) в Института по история при БАН. През 1992 – 1994 г. е ръководител на Секция „История на българския народ XV-XIX век“ в Института по история и председател на Научния съвет на Института. Член е и на научните съвети на Института по балканистика и на Националната библиотека „Св. св. Кирил и Методий“. Като утвърден учен участва в работата на Висшата атестационна комисия към Министерски съвет, в редакционните колегии на основни колективни монографии, посветени на Възраждането и в дейността на обществени организации, свързани с историческата памет на нацията. Член е на научните редколегии на исторически списания и поредици – „Векове“, „Bulgarian Historical Review“, „Изследвания по българска история“, „Българско Възраждане“ и др. Ръководи научни конференнции и екипи, подготвящи документални сборници за Възраждането. В периода 2000 – 2003 г. е хоноруван преподавател в Софийския университет „Свети Климент Охридски“. Под негово научно ръководство са създадени и защитени редица дисертационни трудове, посветени на историята на Възраждането. И след пенсионирането си като професор в БАН, Николай Жечев продължава ангажиментите си като изследовател на Възраждането – пише и редактира книги и статии. Участва в научни журита по процедури за придобиване на академични степени и длъжности. Популяризира в медиите и чрез научни форуми възрожденски дейци и важни факти от националната ни история. Професионалното му мнение по ключови въпроси, свързани с националната ни идентичност, винаги е тежало в публичното пространство – дори и по деликатни и спорни аспекти на историческото развитие на българското общество през XIX век.
https://commons.wikimedia.org/wiki/Special:UploadWizard

## Научно творчество
Научното творчество на проф. дин Николай Жечев е концентрирано върху проблемите на Българското възраждане. Основни акценти са политическите борби среку османската власт с фокус върху Велчовата завера (1835 г.), Априлското въстание (1876 г.), културното развитие на нацията и вървежът на новобългарското образование. Очерците за въоръжената съпротива на българите срещу чуждата политическа система се отличават с детайлна реконструкция на историческите събития и с широк поглед върху цялостния ход на общественото развитие на българите и другите балкански народи през визираните периоди. Особено задълбочени са анализите, посветени на просветното развитие на българския народ – училищно дело, ученически дружества, педагози, книжовници, просветители. От 50-те години на ХХ век издирва извори и прилежно описва биографиите на възрожденци, доминирали в културното, стопанското и политическото развитие на българите през XIX век – Тома Кърджиев, Цани Гинчев, Райко Блъсков, Захари Княжески, Атанас Иванов, Юрдан Ненов, Григор Начович, Кузман Шапкарев, Стефан Бобчев, Евлоги и Христо Георгиеви, Стефан Панаретов, Хаджи Димитър и Стефан Караджа и др. Поради прецизността на анализа и стриктното придържане към автентичните извори, проучванията на проф. Николай Жечев за възрожденските дейци са надеждни четива – и от фактическа, и от интерпретативна гледна точка. В качеството си на утвърден специалист по Възраждането, проф. Николай Жечев е участвал в редица научни форуми, от които има издадени научни сборници.
Показателен пример за особеностите на научното творчество на Николай Жечев е необемната, но изчерпателна книга „Велчовата завера 1835“. Тя е отпечатана през 1985 г. по повод 150-годишнината на важното историческо събитие. При създаването ѝ са издирени всички – макар и много оскъдни – сведения за първия самостоятелен опит на българите за въстание срещу османското владичество. Систематизирани са хронологически и тематично данните и е осъществена максимално близка до реалността реконструкция на събитията. Очертани са постиженията и слабостите на политическата инициатива, както и историческите образи на водещите дейци. Приложени са мемоарни, фолклорни и литературни творби, посветени на Велчовата завера и е показано присъствието на събитието в националната културна памет. Разказът е умерен по тон и убедителен по форма и съдържание.
Особено важни са осъществените от него и под негово ръководство публикации на оригинални документи от Възраждането. Те се отнасят предимно до развитието на училищното дело през XVIII и XIX век, до историческата съдба на българската политическа и културна емиграция в предосвобожденските десетилетия и до мястото на отделни личности в просветното и културно развитие на нацията. Методите на представяне на документалните текстове отговарят на най-добрите археографски практики на българската историческа наука.

## Теми и постижения
Проф. Николай Жечев е наложил името си като утвърден авторитет в осмислянето на основните факти и процеси в националното ни развитие през Възраждането. Както справедливо отбелязва доц. Пламен Божинов, „трудно може да се намери област на политическата и културната история на Българското възраждане, до която Н. Жечев да не се е докоснал и да не е направил свои съществени приноси.“ По три от темите обаче той е считан за категоричен доайен – Априлското въстание от 1876 г., българската емиграция в Румъния през XVIII и XIX век и биографията на Христо Ботев. Монографиите и статиите му по тези въпроси са признати в историческата наука като основополагащо градиво за създаване на последващи академични и популяризаторски съчинения, филми, музейни експозиции, телевизионни материали, учебници и др. Особено задълбочени са наблюденията му върху мястото и ролята на Христо Ботев в политическите и културните процеси през последното предосвобожденско десетилетие. В съвременната историопис проф. дин Николай Жечев е считан за прецизен и разпознаваем ботевовед. Важни за съвременните поколения историци са проучванията му върху редица локални феномени на Възраждането, свързани с ключови за епохата средища – Браила, Букурещ, Галац, Плоещ, Болград, Цариград, Плевен, Габрово, Шумен, Варна, Русе, Пловдив, Крайова и др. Задълбоченият прочит на източниците и извличането на максимална и коректна информация за миналото от тях са специфики на научния подход на проф. Николай Жечев, които му осигуряват трайност на тезите и убедителност на реконструкциите.

### Монографии и документални сборници
Проф. дин Николай Жечев е автор на около 120 студии, научни съобщения, рецензии, и други публикации в научната периодика. Подробна библиография на авторските му материали до 2007 г., изготвена от доц. д-р Антоанета Кирилова, е достъпна в списание „Исторически преглед“. Популяризаторските му публикации са над 350 и се отнасят също до теми и сюжети от епохата на Възраждането.
В настоящия списък са включени основните книги, създадени от проф. дин Николай Жечев – научни монографии и документални сборници, като част от последващите издания не са описани библиографски. По-подробни данни за всички книги с негово авторство са налични в COBISS.
- Априлското въстание. София, БАН, 1966. Съавтор Константин Косев.
- Перущица въстана: Научнопопулярен исторически очерк за Априлското въстание 1876 г. София: Народна просвета, 1966.
- Спомени за Априлското въстание 1876. Съставителство, предговор и бележки Николай Жечев. София: Издателство на Отечествения фронт, 1975.
- Браила и българското културно-национално възраждане. София, БАН, 1970.
- Из миналото на село Равна. Част I. Варна, 1980.
- История на Априлското въстание. София, БАН, 1976. Съавтори Константин Косев и Дойно Дойнов. Второ издание – 1986. Трето издание – 1996. Четвърто (фототипно) издание – 2006.
- Велчовата завера 1835. Исторически очерк. София: Издателство „Наука и изкуство“, 1985.
- Българската емиграция в Румъния XIV век – 1878 г. и участието ѝ в стопанския, обществено-политическия и културния живот на румънския народ. Съавтор Веселин Трайков. София: Издателство „Наука и изкуство“, 1986.
- История на Добруджа. Том. 3. София, БАН, 1988. Съавтори Велко Тонев, Страшимир Димитров.
- Букурещ – културно средище на българите през Възраждането. София, БАН, 1991. ISBN – 954-430-067-8
- История за пети клас на СОУ. Съавтор Елена Грозданова. София: Издателство „Анубис“, 1999. Второ издание. ISBN – 954-426-134-6
- Априлското въстание в съдбата на българския народ. София: БАН, 2001. Съавтори Константин Косев и Дойно Дойнов. ISBN – 954-430-775-3
- Личното тефтерче на Христо Ботйов: С разчетен текст и коментари. София, БАН, 2003. Съавтор Цветолюб Нушев. ISBN – 954-430-936-5; 954-430-936-5
- Христо Ботев: Из публицистиката и писмата му. Съставител Николай Жечев. София: Издателство „Български писател“, 2006. ISBN – 954-443-543-3; 978-954-443-543-1

- Българите в Галац през Възраждането. София: Академично издателство „Марин Дринов“, 2007. ISBN 978-954-322-078-6
- Христо Ботйов. Летопис за живота и дейността му 1847/48 – 1876. София: Издателство „Български писател“, 2007. ISBN 954-954-443-667-4 Първо издание – 1997.

- Възрожденският учител и книжовник Райко (Рашко) Блсков 1819 – 1884. София: Вулкан 4, 2001. ISBN – 954-488-058-5
- Био-библиография на проф. Велко Тонев. Съавтор Станка Димитрова. Варна: Книгоиздателство „Зограф“, 2004. ISBN – 954-15-0124-9
- Из миналото на село Равна Част II. Съавтор Тодор Петров. (1878 – 1944). Варна, Издателство „Славена“, 2006.
- Христо Ботйов – живот и дейност в снимки и документи. Съавтор Радка Стоянова. София: Издателство „Даниела Убенова“, 2011.
- „От нас иска и чака помощ отечеството ни“: Българските ученически дружества през Възраждането. София: Издателство „Даниела Убенова“, 2014. ISBN 978-954-791-160-4
- Дейци от възрожденската епоха и нейни историописци. София, 2016. ISBN – 978-619-188-068-3
- Книга за Иванка Христова Ботйова. София: Общонародна фондация „Христо Ботйов“, 2017.
- Стефан Савов Бобчев. Спомени и очерци за възрожденски дейци и събития. София: Издателска къща "Гутенберг", 2022. 462 стр. Съставителство и встъпителна студия Николай Жечев. ISBN 978-619-176-203-3

#### Признание
По случай 75-годишнината му, академичната общност на Института за исторически изследвания подготви юбилейна книжка на списание „Исторически преглед“ – 2007, кн. 3 – 4, в която са включени статии за творчеството на учения, библиография на трудовете му, както и изследвания на негови колеги по теми, свързани с изследователските му приноси в историята на Възраждането. В посоченото издание е публикувана и библиография на трудовете на проф. Николай Жечев, подготвена от доц. д-р Антоанета Кирилова.
През 2014 г. Фондация „Христо Ботьов“ почете проф. Николай Жечев с плакет и грамота във връзка с 85-ата му годишнината и на основание пространните му и задълбочени изследвания за Христо Ботев. Успоредно с това проф. Николай Жечев е награден с почетен знак „Проф. Марин Дринов“ от ръководството на БАН.
- През 2009 г е избран за почетен гражданин на град Перущица[10] и на село Равна, Провадийско.
- Получил е грамоти от Народното събрание и от Румънската академия на науките.
- През 2019 г. проф. Николай Жечев получава почетната значка на София за научните си приноси в историографията на Възраждането и за обществената си дейност.[11]
- През 2020 г. проф. Николай Жечев е награден с орден „Св. св. Кирил и Методий“ първа степен за изключителния му принос в развитието на историческата наука.[12]